# Liste der Monuments historiques in Val de Briey
Die Liste der Monuments historiques in Val de Briey führt die Monuments historiques in der französischen Gemeinde Val de Briey auf.

## Liste der Immobilien
| Bezeichnung        | Beschreibung                                                                                   | Standort                                | Kennzeichnung | Schutzstatus | Datum     | Bild           |
| ------------------ | ---------------------------------------------------------------------------------------------- | --------------------------------------- | ------------- | ------------ | --------- | -------------- |
| Beffroi            | Glockenturm, 1722 erbaut                                                                       | Briey, rue du Maréchal-Joffre (Lage)    | PA00106441    | Inscrit      | 1989      | weitere Bilder |
| Hôtel de Ville     | Rathaus, 1751 erbaut, 1789 erweitert                                                           | Briey, place de l’Hôtel-de-Ville (Lage) | PA54000001    | Inscrit      | 1996      | weitere Bilder |
| Cité Radieuse      | Unité d’Habitation, 1955 bis 1957 erbaut, Architekt Le Corbusier; einschließlich des Heizwerks | Briey, 1 Cité Radieuse (Lage)           | PA00125522    | Inscrit      | 1993 2007 |                |
| Kirche St-Gengoult | ab dem 12. Jahrhundert, wiederholt umgebaut und erweitert                                      | Briey, rue du Maréchal-Lyautey (Lage)   | PA00106004    | Classé       | 1987      | weitere Bilder |

## Liste der Objekte
| Bezeichnung                                     | Beschreibung | Standort                                    | Kennzeichnung | Schutzstatus | Datum | Bild |
| ----------------------------------------------- | --- | ------------------------------------------- | ------------- | ------------ | ----- | ---- |
| Kreuzigungsgruppe                               | Monumentalensemble aus sechs Skulpturen; Nussbaum- und Eichenholz, 1530, von Ligier Richier oder aus seiner Schule | Briey, in der Kirche St-Gengoult (Lage)     | PM54000118    | Classé       | 1904  |      |
| Skulptur Heiliger Antonius                      | Eichenholz, farbig gefasst, 17. Jahrhundert                                                                        | Briey, in der Kapelle St-Antoine (Lage)     | PM54001442    | Inscrit      | 1995  |      |
| Pietà                                           | Holz, farbig gefasst, Mitte des 15. Jahrhunderts                                                                   | Briey, in der Kirche St-Gengoult (Lage)     | PM54000119    | Classé       | 1961  |      |
| Skulptur Christus in der Rast                   | Stein, farbig gefasst, 16. Jahrhundert                                                                             | Briey, in der Kirche St-Gengoult (Lage)     | PM54000120    | Classé       | 1961  |      |
| Relief Die drei Lebenden und die drei Toten     | Stein, 16. Jahrhundert                                                                                             | Briey, in der Kirche St-Gengoult (Lage)     | PM54000121    | Classé       | 1905  |      |
| Gemälde Martyrium des heiligen Sebastian        | Ölfarbe auf Leinwand, vergoldeter Holzrahmen, 17. Jahrhundert                                                      | Mance, in der Kirche St-Martin (Lage)       | PM54001148    | Classé       | 1996  |      |
| Statuenreliquiar Heiliger Pierre Fourier        | Holz, farbig gefasst, nach 1732                                                                                    | Mance, in der Kirche St-Martin (Lage)       | PM54001659    | Inscrit      | 1994  |      |
| Takenplatte                                     | Gusseisen, 1728 | Mance, außen an der Mairie-École (Lage)     | PM54001662    | Inscrit      | 1994  |      |
| Skulptur Christus in der Rast                   | Stein, farbig gefasst, 16. Jahrhundert                                                                             | Mance, in der Kirche St-Martin (Lage)       | PM54000451    | Classé       | 1961  |      |
| Skulptur Der heilige Martin teilt seinen Mantel | Kalkstein, 16. oder 17. Jahrhundert                                                                                | Mance, außen an der Kirche St-Martin (Lage) | PM54001661    | Inscrit      | 1996  |      |
| Zwölf-Apostel-Altar                             | Stein, 15. Jahrhundert                                                                                             | Mance, in der Kirche St-Martin (Lage)       | PM54001658    | Inscrit      | 1994  |      |
| Gemälde Taufe Christi                           | Ölfarbe auf Leinwand, vergoldeter Holzrahmen, 17. Jahrhundert                                                      | Mance, in der Kirche St-Martin (Lage)       | PM54001660    | Inscrit      | 1996  |      |